# Улица Подковырова
У́лица Подковы́рова — улица в Петроградском районе Санкт-Петербурга. Проходит от Большой Пушкарской улицы до Чкаловского проспекта.

## История
Первоначальное название этой улицы — Покровская. Оно известно с конца XVIII века и велось от церкви Покрова Пресвятой Богородицы, находившейся на территории современного Матвеевского сада. В 1804-1817 годах существовало и наименование 14-я улица, в рамках предпринятой на Петербургской стороне попытки введения номерных названий улиц.
Со второй половины XIX века Покровская улица брала начало у Покровской церкви. Ранее, до 1850-х гг., Покровская улица начиналась у Кронверкского проспекта и составляла единое целое с современной Кронверкской улицей, участок которой между Большой Монетной и Большой Пушкарской улицами шёл в то время немного западнее, чем теперь. Разделение улицы на две — Покровскую и Кронверкскую — было связано со строительством нового придела и расширением территории при Покровской церкви.
6 октября 1923 года Покровской улице присвоили новое название — она стала улицей Подковырова. Улица названа именем Сергея Ивановича Подковырова (1895—1919), жившего на Петербургской — Петроградской стороне, — делопроизводителя Петроградского трамвайного парка, члена правления Петроградского союза металлистов и инструктора губернского профессионального совета. Он родился в семье рабочего, с юных лет был сторонником большевиков, в 1912 году, во время массовых выступлений против Ленского расстрела, распространял большевистские листовки, и во время Первой мировой войны также вёл большевистскую агитацию. Во время Гражданской войны он был направлен на защиту Петрограда во главе отряда коммунистов и погиб 20 июня 1919 года у деревни Жеребятино под Петергофом, ведя огонь из пулемёта по окружившим его отряд белогвардейцам. Похоронен на Богословском кладбище.

## Достопримечательности и городские объекты

### От Большой Пушкарской улицы до Большого проспекта Петроградской стороны

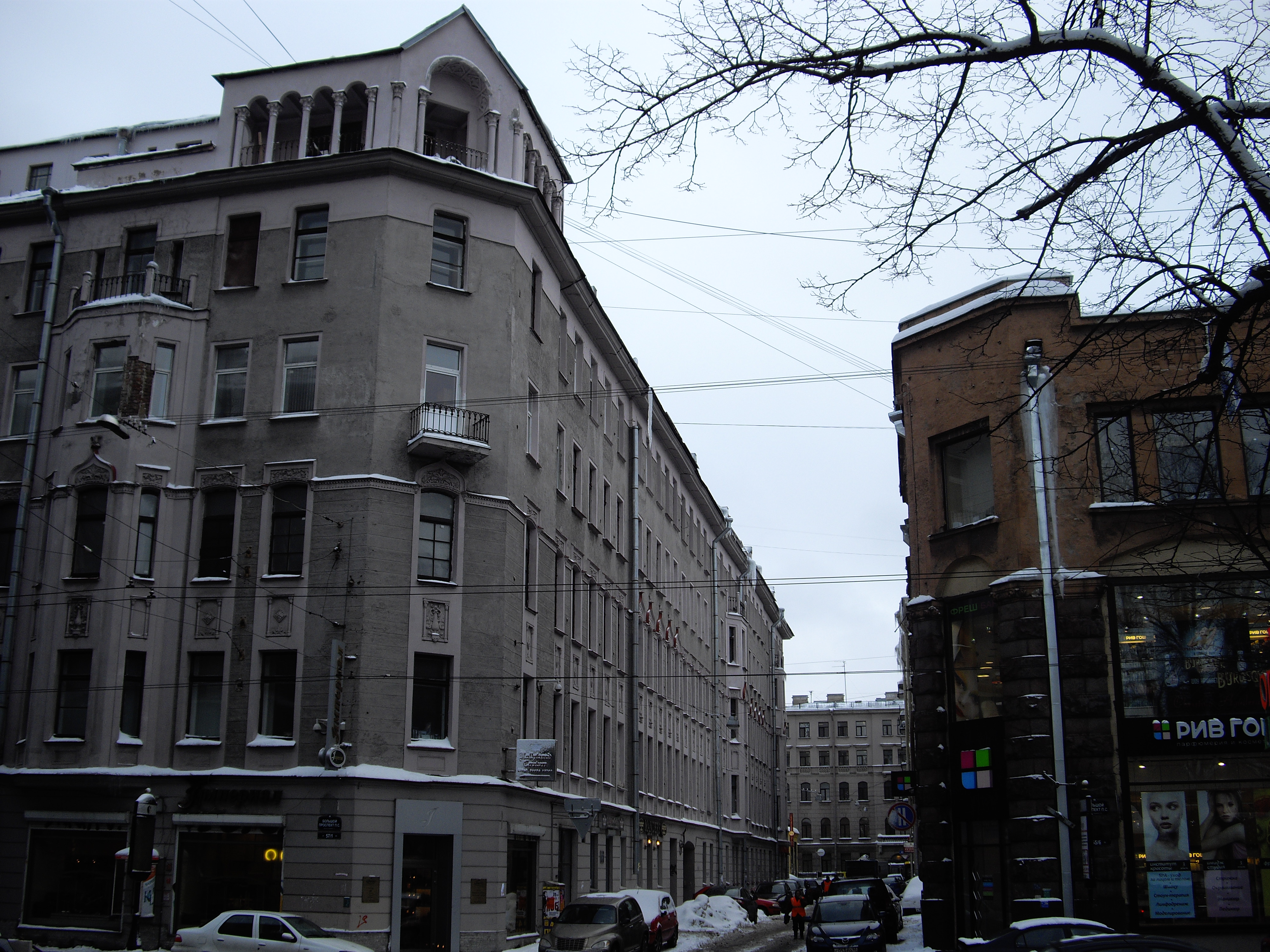
Улица Подковырова, вид от Большого проспекта Петроградской стороны в сторону Большой Пушкарской улицы. Слева дом Урвича (дом 1), справа дом товарищества «Скороход».

- Дом 1 / Большой проспект П.С., д.57  памятник архитектуры (вновь выявленный объект)[5] — доходный дом Б. О. Урвича, неоклассицизм, 1910—1913, арх. И. И. Долгинов. С начала XIX века на этом участке находились деревянные дома. В 1820-х владельцем участка был коллежский советник П. А. Бармалеев, один из представителей семейства, по фамилии которого названа близлежащая Бармалеева улица. В 1830-х гг. участок перешёл к протоиерею И. С. Кочетову, служившему в Петропавловском соборе и преподававшему в Александровском лицее, доктору богословия и действительному члену Академии наук. Он приобрёл также и соседний участок и построил на нём ещё один дом. В одном из них с 1840-х гг. жил известный медальер А. П. Лялин. В 1860-х — 1890-х гг. участок принадлежал почётному гражданину Хлопонину, а затем перешёл к доктору медицины, специалисту по детским и женским болезням Борису Осиповичу Урвичу (1854 г. р.), который служил в Петропавловской больнице (в советское время больница вошла в состав 1-го Ленинградского медицинского института им. И. П. Павлова). За палисадником, в глубине нынешнего участка, стоял двухэтажный деревянный дом, где Урвич принимал больных. При Б. О. Урвиче было построено существующее здание. Одним из первых жильцов дома стали его архитектор И. И. Долгинов и известный профессор-физик В. К. Лебединский. В 1914 г. в доме жил художник Н. А. Тырса. В годы Первой мировой войны в здании располагался городской лазарет № 6. В 1921 г. в доме поселился живописец, график и портретист И. И. Бродский. В 1930-е гг. в доме жил российский патофизиолог, биохимик и радиобиолог, автор первой в мире монографи по радиобиологии профессор Е. С. Лондон. В первом этаже традиционно располагались магазины: в 1920-х гг. продовольственный, в 1940—1950-х керосиновая лавка, позднее хозяйственный магазин, а с 1950-х по 1990-е — книжный, получивший в 1990-х название «Паганель» и специализировавшийся на учебной и картографической продукции. В последние годы характер торговли постоянно меняется.

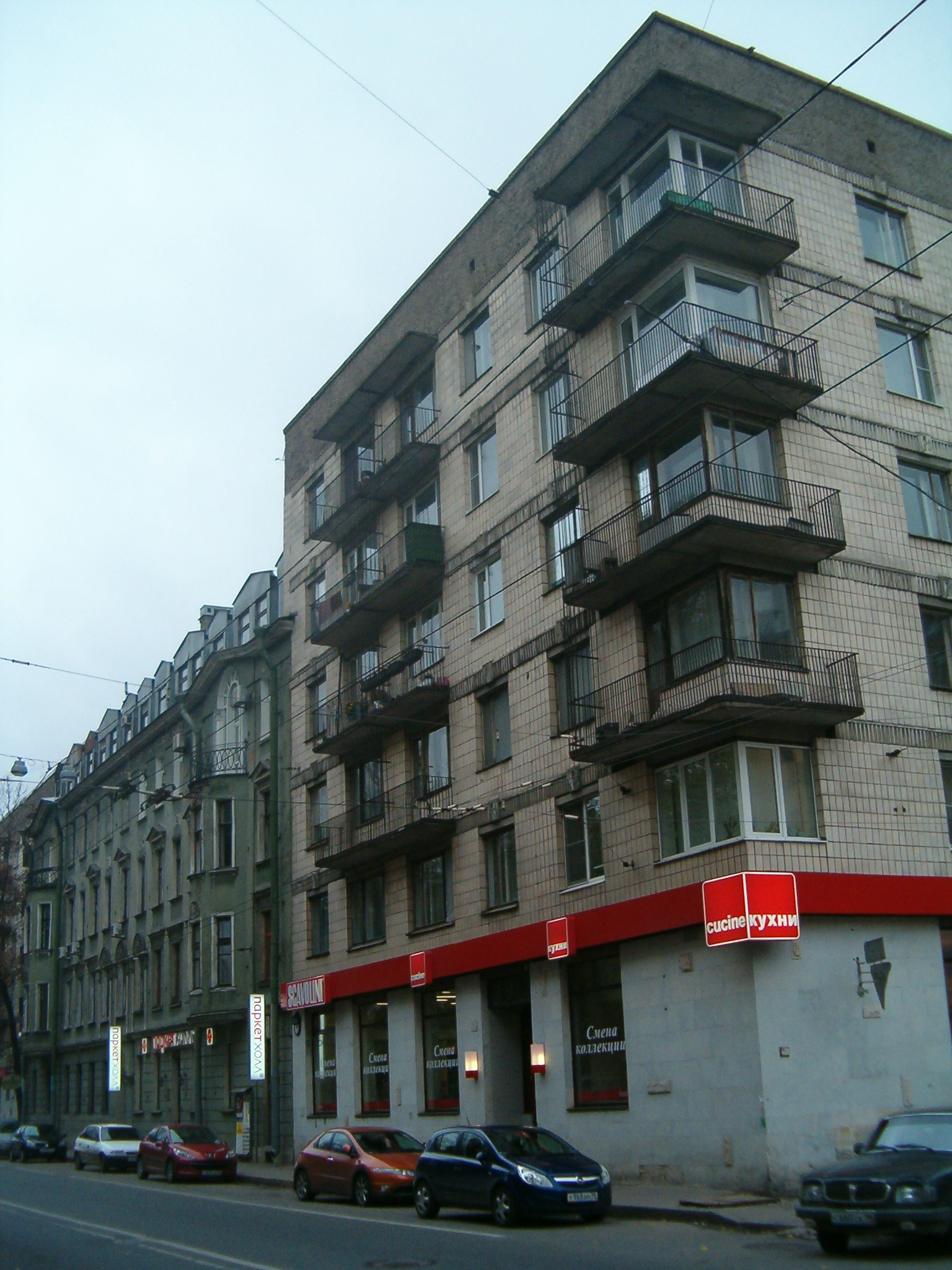
Дом № 2 на углу с Большой Пушкарской ул.

- Дом 2 / Б. Пушкарская ул., д.48 — жилой дом, образец архитектуры эпохи застоя (1966, арх. В. Ф. Белов, Н. Н. Трегубов, Л. И. Шимановский).
- Дом 4 — доходный дом, 1911, арх. И. И. Долгинов.
- Напротив дома Урвича на углу улицы Подковырова с Большим проспектом (Большой пр. П.С., дом 55) расположен бывший торговый дом товарищества Санкт-Петербургского механического производства обуви «Скороход»  памятник архитектуры (вновь выявленный объект)[5] (1912, арх. Э. А. Густавсон). Ранее, с 1800-х гг., на этом участке находился маленький деревянный дом с палисадником, принадлежавший квартальному надзирателю И. Аксёнову, а затем сменивший несколько владельцев. В 1850-х — 1860-х гг. участком владел архитектор и военный инженер К. Е. Егоров, построивший в 1851 г. лицевой одноэтажный дом с мезонином и флигелями, а в 1860-х гг. перестроивший и расширивший их. В конце XIX века участком владела семья запасного писаря по фамилии Негодяев. Существующее здание построено как обувной магазин после перехода участка товариществу «Скороход» в 1910-х гг. В середине XX века обувной магазин преобразовали в универмаг Петроградского района, который в 1960-х стал филиалом фирмы «Пассаж» — это был магазин одежды и товаров для женщин «Татьяна», а с 1988 по 2008 год — «Элегант». С 2009 года помещения арендует торговая сеть «Рив Гош».

### От Большого до Малого проспекта
- Дом № 5 / Большой пр. П.С., дом 70-72 — крупный многоквартирный дом. В 1800-х гг. на этом участке, владел которым мастер булочного цеха Иван Гарднер, находились небольшие деревянные строения. С 1830-х до 1900-х гг. участком владела семья, а затем наследники, протоиерея П. Я. Духовского, служившего в Сергиевском соборе на Литейном проспекте. В начале XX века здесь арендаторами были построены деревянные и бетонные торговые павильоны. Сменив ещё двух владельцев, участок перешёл к действительному статскому советнику и крупному предпринимателю Ф. Ф. Утеману (он получал доход, в частности, от Товарищества Российско-американской резиновой мануфактуры «Треугольник», пивоваренной компании «Бавария», фабрики «Скороход»). При нём и было построено существующее здание. Корпус, выходящий главным фасадом на Большой проспект, построенный по проекту арх. Д. А. Крыжановского и А. А. Стаборовского[6] в 1912—1913 годах, украшен пилястрами, небольшими балконами, эркером, угловыми ризалитами. Первые два этажа предназначались для торговых помещений. В 1910-х гг. здесь размещался склад аптекарских товаров и ЛОР-лечебница, в 1920-х — издательство «Лира» и книжный магазин. В 1960-е гг. магазин был перепрофилирован на продажу медицинской литературы и получил название «Гиппократ». В 1990-х он переехал на улицу Ленина, 20, и стал филиалом «Дома книги». На его месте — магазин одежды «Сохо». С противоположной стороны дома, на углу Большого пр. и Подрезовой ул., с 1930-х годов находится канцелярский магазин. В 1910-е годы квартиру в этом доме снимал авиаконструктор Д. П. Григорович. В квартире 54 в 1940—1950-е гг. жил прозаик и драматург Б.Рест, в 1950—1960-е — поэт и переводчик Л. И. Хаустов, а затем — поэт М. Л. Сазонов.

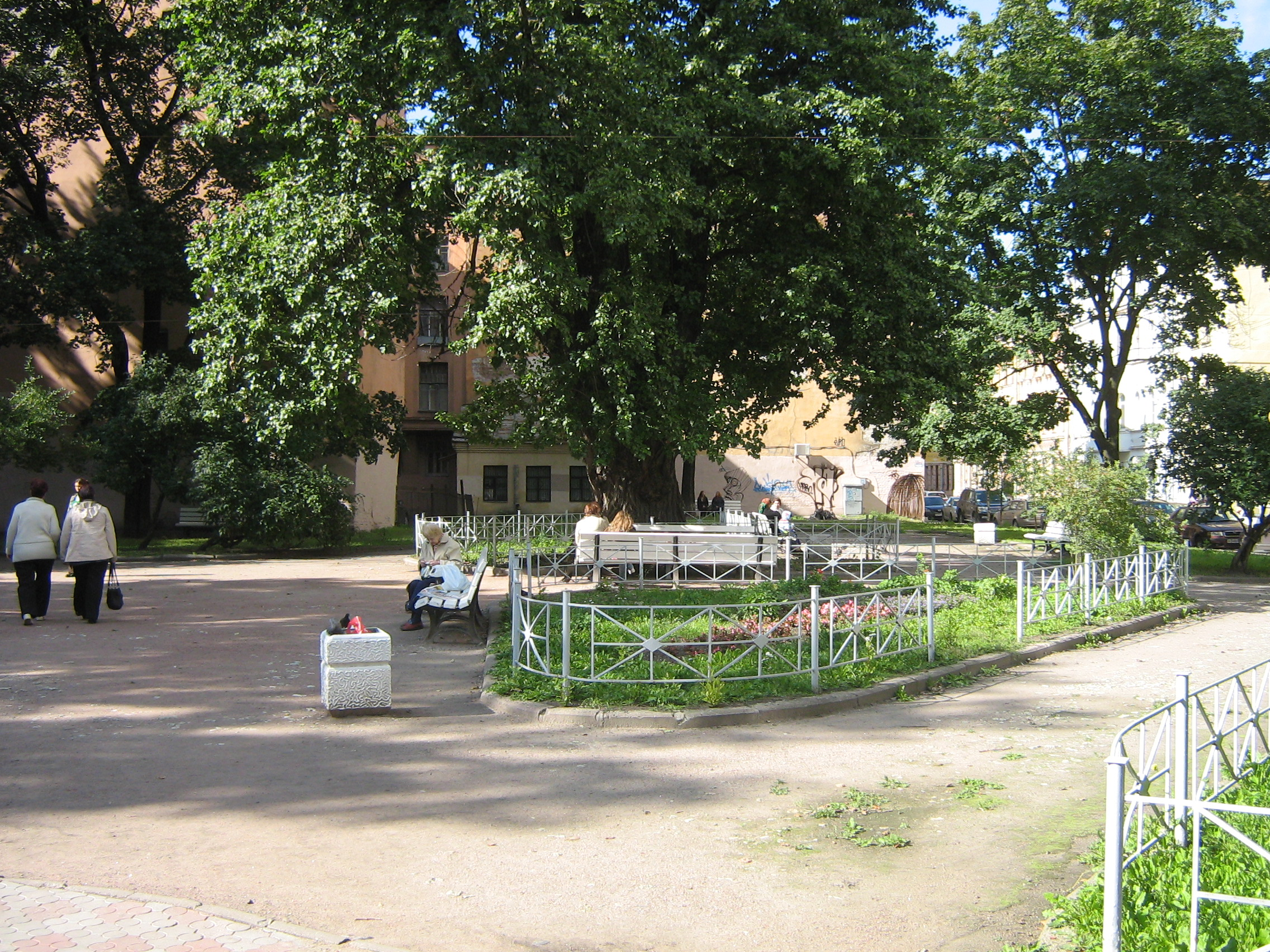
Подковыровский сад.

Напротив дома 5, между Полозовой улицей и улицей Подковырова, находится Подковыровский сад с цветочным павильоном. В начале XIX века здесь находился деревянный дом с обширным садом, принадлежавшие мастеру булочного цеха И. Лангу. В 1838 году при новом владельце здесь расположился детский приют. Совет Лавальского детского приюта выкупил участок с домом в 1850-х гг. В то время на участке стояло несколько деревянных домов. Здесь же расположился детский приют великой княгини Ольги Николаевны. В годы Гражданской войны деревянные дома пострадали, и на их месте разбили сквер по проекту садового мастера Р. Ф. Катцера. В 1990-х гг. по периметру сквера расположились ларьки. На рубеже XXI века их снесли и установили стеклянный павильон фирмы «Оранж».
- Дом № 7 — бывшее здание акционерного общества 1-го С.-Петербургского ломбарда, неоклассицизм, 1914—1915, руководитель строительной конторы гражданский инженер В. И. Богельмана[7].
- Дом № 8 — жилой дом, эклектика, арх. П. М. Мульханов, 1903, позже надстроен до 4 этажей.
- Дом № 9 — доходный дом, техник Н. М. Аристов, 1911—1912 (позже перестроен).
- Дом № 10 — доходный дом, арх. Л. В. Богусский, 1903, позже надстроен до 4 этажей.
- В доме № 11-13 жил известный этнограф и общественный деятель Н. М. Гиренко[8]. Автор правой части здания (дом 11) — П. Ю. Майер[9], 1903; левой (дом 13) — И. И. Долгинов, 1911—1912.
- Дом № 14 — рядовой доходный дом, техник Ф. Ф. Федяков (1900)[10].
- Дом № 17 — доходный дом, эклектика, арх. П. М. Мульханов, 1901.
- На углу улицы Подковырова и Малого проспекта П.С. в 2003—2007 годах ЗАО «Жилстройинвест» (арх. Е. А. Каспарьянц, Л. Ю. Курков, Ю. Е. Свечникова) возведён кирпично-монолитный пятиэтажный жилой дом (Малый проспект П.С., 65) на 16 квартир с высотой потолков свыше 3 м, оснащённый лифтами фирмы «Отис» и встроенной автостоянкой. На первом этаже расположены офисные помещения. Вход и въезд в дом осуществляется с улицы Подковырова[11].
- Дом 21 (противоположный фасад обращён на параллельную Подрезову улицу, 12) — доходный дом, эклектика, арх. С. В. Рубанов[12], техник А. А. Венсан[13], 1912.
- Дом 25 / Малый проспект П.С., 67 — доходный дом, арх. М. Н. Кондратьев, 1907—1908. Сохранились изысканные чугунные решётки в стиле модерн на парадной лестнице. В этом доме с 1916 по 1960 год жила В. В. Исаева, создавшая монумент «Родина-Мать» на Пискарёвском мемориальном кладбище, о чём напоминает установленная в 1995 году гранитная мемориальная доска на стене дома, выполненная скульптором С. П. Одноваловым и архитектором А. Р. Черницким[14].

### От Малого проспекта Петроградской стороны до Чкаловского проспекта
- Дом 20 — особняк П. А. Ионина, техник А. И. Поликарпов[15], 1890 год. В 1898 году для новой владелицы О. В. Ивановой архитектор П. М. Мульханов изменил фасад, украсив его лепниной с женскими головками (этот элемент декора он впоследствии использовал во многих своих постройках).
- Дом 24, выходящий также на Полозову улицу, 19 — доходный дом Н. М. Климова, модерн, техник Н. М. Аристов, 1911—1912. Фасад по ул. Подковырова подчёркнут большим выступом и маленьким аттиком. Однохромный белый кирпич делает дом нарядным и очень современным. Фасад со стороны Полозовой ул. также украшен небольшим аттиком.
- Дом 28 — бывшее ПТУ № 104 с обучением швейному делу, в настоящее время — второй учебный корпус Профессионального лицея моды и дизайна (в этом корпусе учат на парикмахеров и портных; главный корпус, где готовят художников по костюму и стилистов, расположен на Большом проспекте П.С., 29/2).
- Дом 33 — доходный дом, арх. А. С. Пронин[16], 1914, позже надстроен.
- Дом 37, противоположным фасадом обращённый на Подрезову улицу, — бывший детский сад, после пожара и коренной реконструкции ставший центральным петербургским офисом ООО «Сургутэкс» — дочерней компании «Сургутнефтегаза».
- Дом 43б  памятник архитектуры (вновь выявленный объект)[5] — бывший дом Н. А. Бороздина, 1911, арх. Д. А. Крыжановский (другой корпус того же дома фасадом выходит на Подрезову улицу, 26б).
- Дом 45 / Чкаловский пр., дом 27 / Подрезова ул., д.28  памятник архитектуры (вновь выявленный объект)[5] — Дом 19-го городского попечительства о бедных, 1914—1915, арх. С. В. Рубанов[12], ныне инженерно-экономический институт.